# 無窮遠焦點

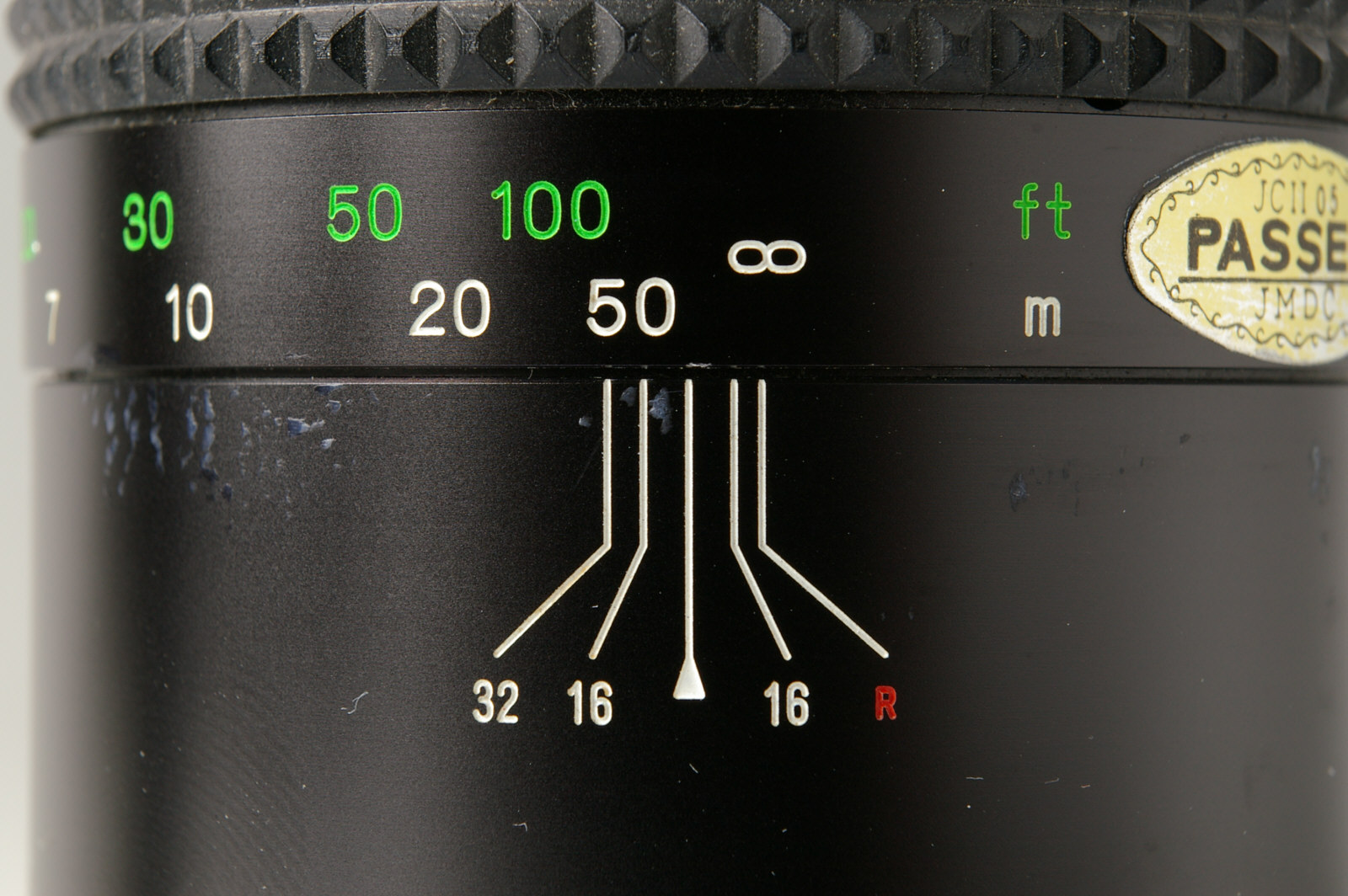
Minolta鏡頭上，無窮遠焦點的標示為∞

無窮遠焦點（infinity focus）為光學及攝影名詞，是指透鏡或其他光學系統的成像在無窮遠處。這對應平行光線的焦點。成像在透鏡的焦點。
一個有二個透鏡的簡單系統（如折射望远镜），無窮遠處的物體會在物镜的焦點成像，再由目鏡放大。放大倍率等於物镜焦距除以目镜焦距。
實務上，不是所有鏡頭都可以設計成焦點在無窮遠處。例如用在近攝對焦適配器的鏡頭就無法讓焦點在無窮遠處。人的眼睛若無法將焦點調整到無窮遠（或是較遠的距離）稱為近視。
所有光學設備都會受到製造公差的影響，甚至是在無公差的情形下，光學設備也會有熱膨脹的問題。對焦機制需克服這些元件的變異，甚至是客制的系统可能還會有一些调整方法。例如火星軌道器相機平常焦距在無窮遠處，也有針對熱的控制。若工作溫度變化，相機會自動調整，避免焦距偏離。